# Рассел, Уайатт
Уайатт Хоун Рассел (англ. Wyatt Russell, 10 июля 1986, Лос-Анджелес) — американский актёр и хоккеист.

## Биография
Рассел родился в Лос-Анджелесе, Калифорния, его родителями являются актёры Курт Рассел и Голди Хоун. У него есть старшие единоутробные сестра и брат Кейт и Оливер Хадсоны, которые также являются актёрами.
Рассел играл в любительских и профессиональных хоккейных командах в качестве вратаря. Прекратил карьеру из-за травм. В детстве сыграл эпизодические роли в фильмах «Побег из Лос-Анджелеса» и «Солдат», где главную роль играл его отец.
В 2014 году появился в комедии «Мачо и ботан 2» в роли спортсмена Зука. В 2016 году он сыграл одну из главных ролей в фильме «Рубаха-парень и весельчак», а также главную роль в эпизоде «Игровой тест» сериала «Чёрное зеркало».

## Личная жизнь
В 2015 году начал встречаться с актрисой Мередит Хагнер, с которой познакомился на съёмках фильма «Рубаха-парень и весельчак». В декабре 2018 года пара обручилась, а 2019 году поженились. В марте 2021 года стало известно, что у супругов родился сын, которого назвали Бадди Пайн Расселл.

## Фильмография
| Год       |   | Русское название                | Оригинальное название             | Роль                                     |
| --------- | - | ------------------------------- | --------------------------------- | ---------------------------------------- |
| 1996      | ф | Побег из Лос-Анджелеса          | Escape from L.A.                  | мальчик-сирота (в титрах не указан)      |
| 1998      | ф | Солдат                          | Soldier                           | Тодд в 11 лет                            |
| 2011      | ф | Ковбои против пришельцев        | Cowboys & Aliens                  | Малыш Микки                              |
| 2012      | ф | Любовь по-взрослому             | This Is 40                        | хоккеист                                 |
| 2013      | ф | Мы такие, какие есть            | We Are What We Are                | Андерс                                   |
| 2014      | ф | Холод в июле                    | Cold in July                      | Фредди Рассел                            |
| 2014      | ф | Мачо и ботан 2                  | 22 Jump Street                    | Зук Хэйт                                 |
| 2016      | ф | Каждому своё                    | Everybody Wants Some!!            | Чарли                                    |
| 2016      | ф | Рубаха-парень и весельчак       | Folk Hero & Funny Guy             | Джейсон                                  |
| 2016      | с | Чёрное зеркало                  | Black Mirror                      | Купер                                    |
| 2017      | ф | Озеро Шиммер                    | Shimmer Lake                      | Эд Бёртон                                |
| 2017      | ф | Ингрид едет на Запад            | Ingrid Goes West                  | Эзра                                     |
| 2017      | ф | Столик №19                      | Table 19                          | Тедди                                    |
| 2017      | ф | Вышибала: Эпический замес       | Goon: Last of the Enforcers       | Андерс Кейн                              |
| 2018      | ф | Оверлорд                        | Overlord                          | Капрал Форд                              |
| 2018      | ф | Блэйз                           | Blaze                             | Глин                                     |
| 2018—2019 | с | Ложа 49                         | Lodge 49                          | Шон Дадли                                |
| 2021      | с | Сокол и Зимний солдат           | The Falcon and the Winter Soldier | Джон Уокер / Капитан Америка / Агент США |
| 2021      | ф | Женщина в окне                  | The Woman in the Window           | Дэвид Уинтер                             |
| 2022      | с | Под знаменем небес              | Under the Banner of Heaven        | Дэн Лафферти                             |
| 2023      | с | Монарх: Наследие монстров       | Monarch: Legacy of the Monsters   | Ли Шоу в молодости                       |
| 2024      | ф | Проклятые воды                  | Night Swim                        | Рэй Уоллер                               |
| 2025      | ф | Громовержцы*                    | Thunderbolts*                     | Джон Уокер / Агент США                   |
| 2026      | ф | Будущий фильм Стивена Спилберга | Оригинальное название неизвестно  |                                          |
| 2026      | ф | Мстители: Судный день           | Avengers: Doomsday                | Джон Уокер / Агент США                   |
| 2027      | ф | Мстители: Секретные войны       | Avengers: Secret Wars             | Джон Уокер / Агент США                   |